# Nina Kogan

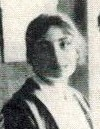
Nina Kogan (1919)

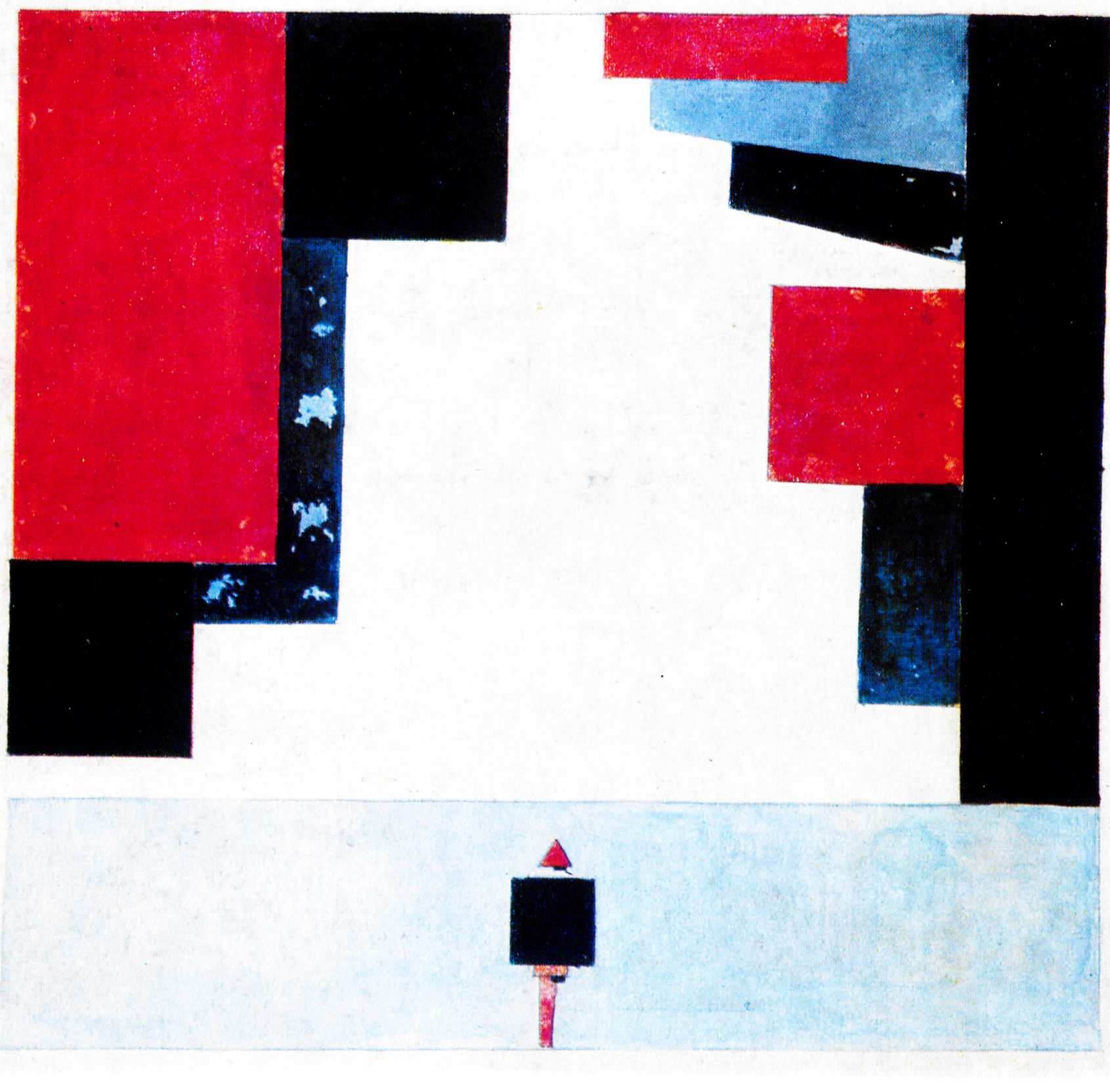
Vorhang zum suprematistischen Ballett. UNOWIS-Almanach 1920

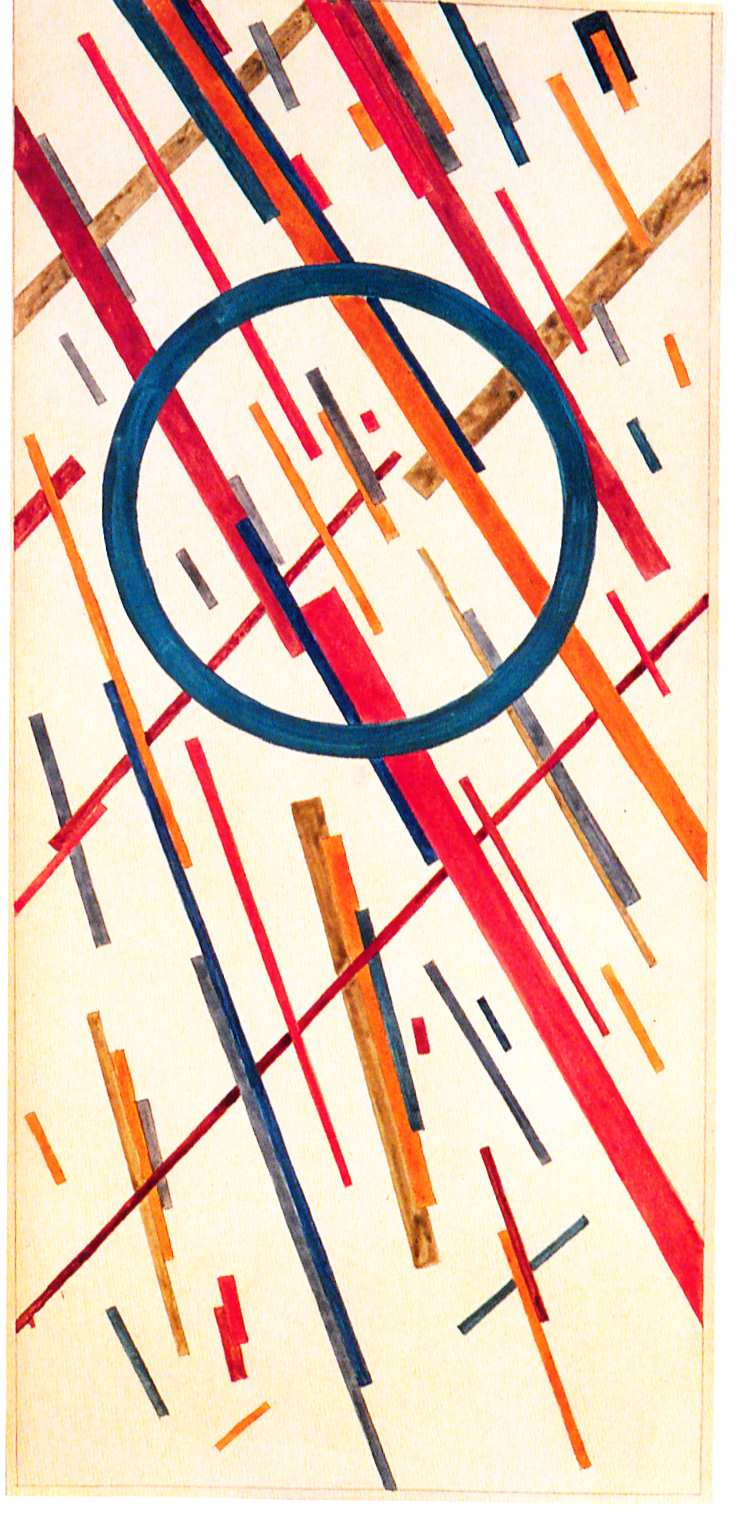
Suprematistische Komposition (1921/23)

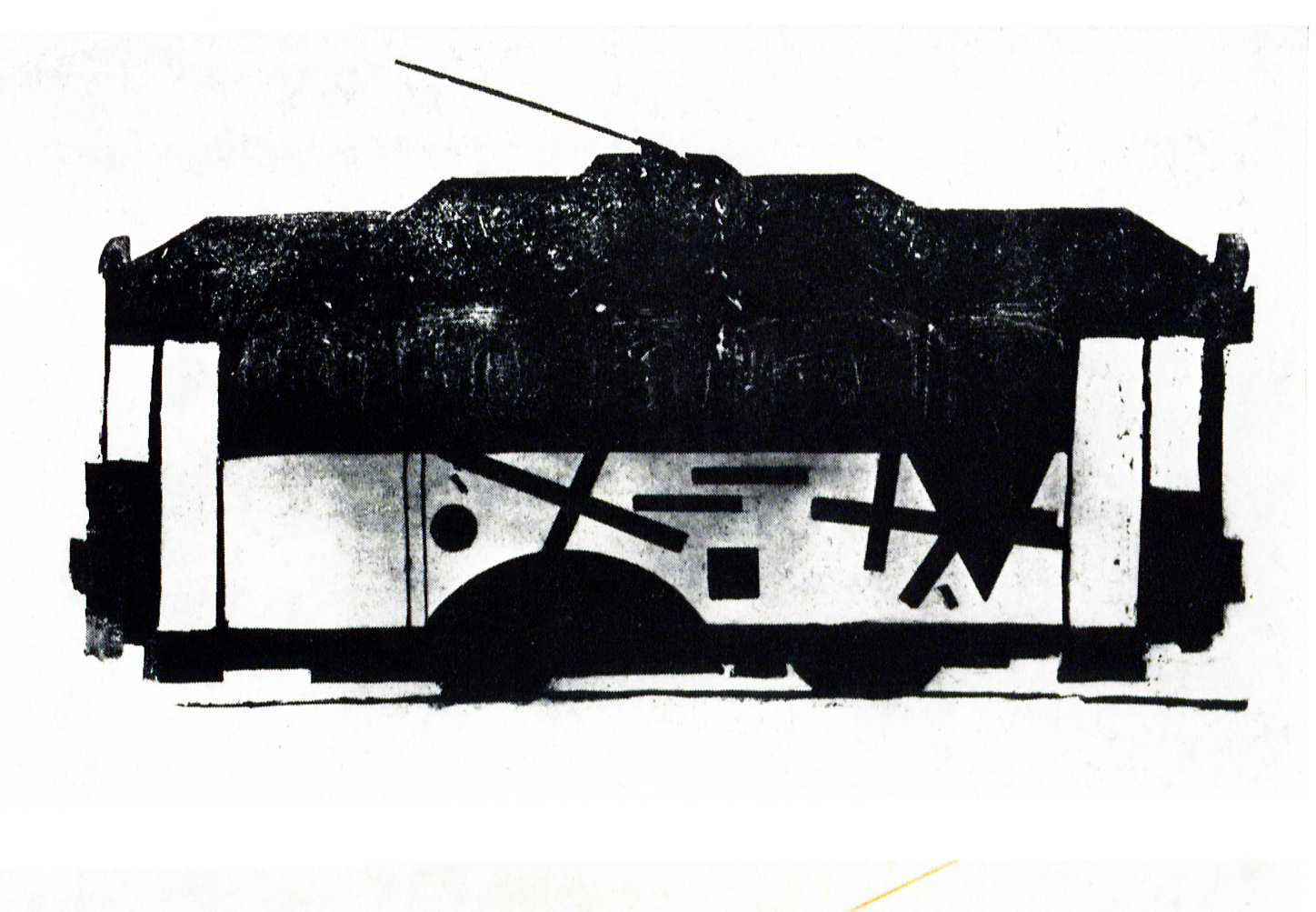
Straßenbahn UNOWIS-Almanach 1920

Nina Iossifowna (Ossipowna) Kogan (russisch Нина Йосифовна (Осиповна) Коган), wiss. Transliteration Nina Josifovna (Osipovna) Kogan; (geboren 25. Märzjul. / 6. April 1889greg. in Sankt Petersburg; gestorben 1942 in Leningrad) war eine russische Künstlerin, Kunsterzieherin und Bühnenbildnerin. Kogan schloss sich früh dem Suprematismus an und wurde ein wichtiges Mitglied der Künstlergruppe UNOWIS. Ihr Suprematistisches Ballett von 1920 ist eine der ersten kinetischen Theateraufführungen überhaupt und wird als Vorwegnahme der Performance als Kunstform gesehen.

## Leben und Werk

### Elternhaus und Ausbildung
Der Vater, Iosif (Osip) Kogan, war Militärarzt; er war ursprünglich Jude, konvertierte aber zum russisch-orthodoxen Christentum, um Karriere machen zu können. Nina Kogan wuchs in einem gutbürgerlichen Elternhaus auf. Eine Cousine war die Ethnographin Ljudmila Meerwarth.
1905 schloss Nina Kogan die Schule des St.-Katharinen-Ordens ab, eine Schule für Töchter der Oberschicht in St. Petersburg ab. Sie hatte Bestnoten in Zeichnen und genoss eine hohe Bildung. In den Jahren 1905 bis 1908 studierte an der Zeichenschule der Gesellschaft zur Förderung der Künste bei Alfred Eberling, Arkadi Rylow und Alexei Schusjew. Anschließend, von 1908 bis 1911, nahm sie private Stunden im Atelier von Jan Ciągliński und von 1911 bis 1913 besuchte sie an der Schule für Malerei, Skulptur and Architektur in Moskau. Im März 1913 brach sie die Ausbildung ohne Diplom ab.
1913 kehrte sie nach Sankt Petersburg (ab 1914 Petrograd) zurück und unterrichtete Zeichnen privat und an Schulen, zudem arbeitete sie mit Nadeschda Ljubawina im Stadtmuseum in der Abteilung für Schilder, welche in dieser Zeit von Wera Jermolajewa geleitet wurde. Jermolajewa wurde ebenso wie Kogan, später Mitglied der Künstlergruppe UNOWIS.

### Bekanntschaft mit Malewitsch und Mitglied bei UNOWIS
1918 lernte sie Kasimir Malewitsch und Marc Chagall kennen, der sie mit der Leitung des Grundkursateliers an der 1918 von ihm organisierten Witebsker Kunstschule des Volkes (Prawdastr. 5) betraute, nachdem die bisherigen Kunstakademien im Zuge der Oktoberrevolution geschlossen wurden. Zunächst arbeitete sie unter der Direktion von Marc Chagall und ab Herbst 1919 unter Kasimir Malewitsch, Schuldirektorin war ab 1920 Wera Jermolajewa.
Durch Malewitsch und El Lissitzky wurde sie eine Anhängerin des Suprematismus. Eine enge Verbindung hatte sie auch zu Nikolai Suetin, Iwan Tscherwinko, Ilja Tschaschnik u. a. aus der Künstlergruppe UNOWIS (Verfechter der Neuen Kunst), in der sie eine leitende Funktion hatte. 1920 veröffentlichte sie das Flugblatt Über die Graphik und andere programmatische Beiträge in der Zeitschrift UNOWIS (Nr. 1 und Nr. 2) und in Put Unowisa.
Sie nahm teil an den Ausstellungen der Gruppe UNOWIS in Witebsk (1920, 1921) und Moskau (1921, 1922).
Kogan choreografierte und gestaltete (Bühne und Kostüme) 1920 das erste und einzige Suprematistische Ballett, eine Ausweitung des Suprematismus auf die darstellende Kunst, im Lettischen Club in Witebsk. So wurde sie Teil der Erneuerungsbewegung des russischen Theaters nach der Oktoberrevolution.
1922 zog sie nach Moskau und heiratete den Künstler Anatoly Borisov (Scheidung in den frühen 1930er Jahren). Dort arbeitete sie u. a. am Museum für Malerische Kultur. Kogan nahm mit Werken an der von Naum Gabo und El Lissitzky 1922 organisierten Ersten Russischen Kunstausstellung 1922 in der Galerie van Diemen in Berlin teil.
1926 übersiedelte sie zusammen mit der Malewitsch-Gruppe, von denen nur wenige in Witebsk blieben, nach Leningrad, nachdem die Spannungen zwischen der Chagall-Gruppe und auch mit der Partei und der örtlichen Kunstkritik über die gesellschaftlich geforderten Kunstrichtungen größer geworden waren.

### Rückkehr zum Realismus
Ende der 1920er Jahre gab Kogan den Suprematismus auf und kehrte zur realistischen Kunst zurück. Sie kuratierte Ausstellungen am Kulturhaus Wyborg und am Museum der Revolution (1926–27) und trug Werke bei zur Dauerausstellung moderner Kunst am Russischen Museum. Unter Wladimir Lebedew arbeitete sie ab 1928 in der Abteilung für Kinderliteratur am Staatlichen Verlagshaus. Sie illustrierte Bücher und schuf Anfang der 1930er Jahre Porträts von Anna Achmatowa.
1934 wurde sie, ebenso wie Wera Jermolajewa, im Zuge der Stalinschen Säuberungen verhaftet und blieb drei Monate in Haft.
In der zweiten Hälfte der 1930er Jahre unterrichtete sie Zeichnen an einem Kinder-Kunstatelier und arbeitete mit am Siskin-Magazin. Nina Kogan lebte in der Wohnung, die ihren Eltern gehört hatte, die nun aber ein Gemeindehaus mit zwanzig Mietern geworden war. 1938 beteiligte sie sich an der Ausstellung von Werken russischer Künstlerinnen in Leningrad, 1940 bis 1941 an der 6. und 7. Ausstellung von Werken Leningrader Künstler.
Sie erkrankte an psychischen und nervösen Leiden und vereinsamte während des Krieges. Nina Kogan starb im Winter 1942 an Hunger während der Belagerung von Leningrad durch die deutsche Wehrmacht und wurde an einem unbekannten Ort begraben. Weder der Monat noch der Tag ihres Todes sind bekannt. Ihr Besitz wurde nach ihrem Tode konfisziert und damit wurden vermutlich nahezu alle ihre Kunstwerke zerstört.

## Werk
Das Flugblatt Über die Graphik und vor allem ihre Werke zeichnen Nina Kogan als eine der exponiertesten Künstlerinnen des nachrevolutionären Russland aus. Ihr suprematisches Ballett von 1920 hatte keine Handlung, sondern war ein abstrakter Tanz, in dem die farbigen Formen des Bühnenbildes in ständiger Bewegung waren und sich bald zu einem Kreuz, einem Kreis oder zu einem Quadrat veränderten.
Auch in ihrem Ölgemälde Komposition von 1920 sind die streng geometrischen Formen in einem subtilen Wandel begriffen, wobei die kühle Farbigkeit und die klare, fast metallisch wirkende Oberfläche das leise Funktionieren einer Maschine suggerieren. In der Arbeit „Suprematistische Komposition“, entstanden in der Zeit von 1920 bis 1922, ist die Vorstellung von einer Bewegung der geometrischen Formen und damit ständig wechselnder Konfigurationen durchaus lebendig ganz im Sinne ihres Balletts.
Behutsam vollzog sie die Umwandlung des Suprematismus in die strengere, zweckbestimmte, um Objektivität ringende Gedankenwelt des Konstruktivismus. Dieser Prozess floss auch in ihre pädagogischen Überlegungen ein, die sie den zu ihrem Studio eingeschriebenen Kunststudenten vermittelte. In der ersten Stufe – der „Malereifakultät“ erfährt der Schüler, dass die gesamte Natur wie jede Wahrnehmung konstruierte Farbe sei. Die zweite Stufe ist die „Fakultät für Material“: der Umgang mit den verschiedenen Materialien als Mittel der Transzendierung. Auf der dritten Stufe, der „Faktischen Fakultät“, gilt vornehmlich die Technik als Konstruktionsmittel. Aufgabe der neuen Schule sei es, den Schülern den Weg zum Schöpferischen und Erfinderischen zu weisen, ihn zu Aktivitäten anzuleiten, die schließlich eine neue, utilitär-technische Welt aus Elementen, die der Suprematismus vorgezeichnet hat, hervorbringen.
Ende der 1970er Jahre kamen eine Reihe ihrer suprematistischen Arbeiten wieder zum Vorschein, deren Authentizität zweifelhaft ist. Nina Kogans Name wird durch ihre unklare Biographie und ihren frühen Tod für Fälschungen missbraucht.

## Werke (Auswahl)
- 1920 Komposition, Öl auf Leinwand, 88 × 66 cm, Galerie Gmurzynska, Köln – 1980 Sammlung Ludwig, Köln

## Ausstellungen
- 1985 Galerie Schlégl, Zürich, Einzelausstellung
- 1986 Russische Avantgarde 1910-1930 Sammlung Ludwig Köln, Kunsthalle Köln

## Sammlungen
- Russisches Museum, Sankt Petersburg
- Sammlung des Museum Ludwig, Köln
- Sammlung Hoffmann, Berlin[8]

## Schriften
- Nina Kogan: O suprematitscheskom balete. In: Almanach Unowis. Nr. 1, 1920.